# Lisa Ajax
Lisa Kristina Ajax (Järfälla, Estocolmo, Suecia; 13 de agosto de 1998) conocida artísticamente como Lisa Ajax; es una cantante sueca. Inició su carrera musical cuando se presentó al Lilla Melodifestivalen 2012. Saltó a la fama en 2014, tras ganar la décima edición del concurso de talentos Idol.
Fue concursante en el Melodifestivalen en 2016, 2017 y 2019.

## Biografía
Nacida en el municipio sueco de Järfälla en la Provincia de Estocolmo, el 13 de agosto de 1998.
Desde muy niña ha tenido una gran pasión por el mundo de la música, comenzando a dar clases de canto a sus seis años de edad.
A principios de año fue participante de la novena selección nacional juvenil "Lilla Melodifestivalen 2012", para poder representar a Suecia en el Festival de la Canción de Eurovisión Junior de ese año, donde se presentó con la canción titulada "Allt som jag har" y finalmente quedó finalista, logrando la victoria la cantante Lova Sönnerbo.
Seguidamente en 2014, saltó a la fama tras lograr ganar la décima edición de la versión sueca del concurso de talentos Idols. En este programa fue escogida el 28 de noviembre, tras su actuación en el Globen Arena donde cantó la canción "Love Run Free", que se situó en el puesto número 48 de las listas de iTunes. Luego al llegar a la final del 5 de diciembre y obtener una gran puntuación, se convirtió en la ganadora.
Tras su paso por el programa, ya se dio a conocer por toda Suecia y por partes de Europa. En ese mismo año estuvo lanzando sus nuevos y primeros singles, entre los que destacan "Love Run Free" y "Unbelievable" que fueron incluidos en la lista nacional Sverigetopplistan (Singles Top 60) y firmó un contrato discográfico con el sello Capitol Records, con el que lanzó su álbum debut titulado como su canción "Unbelievable". Este primer álbum, logró situarse en el puesto número 2 de la lista (Álbumes Top 60) y tras este lanzamiento comenzó su gira presentación por todas las ciudades del país.
Fue anunciada por la compañía de radiofusión Sveriges Television (SVT), como participante del festival nacional "Melodifestivalen 2016", donde participó con la canción "My Heart Wants Me Dead", escrita por los artistas y compositores Anton Hård af Segerstad, Linnea Deb, Joy Deb, Nikki Flores y Sara Forsberg (Saara). Y tras ser escogida en la segunda semifinal celebrada en la ciudad de Norrköping, pasó a ser concursante de la gran final celebrada en Estocolmo, la misma ciudad que acogió el Festival de la Canción de Eurovisión 2016. Finalizó en séptima posición, habiendo resultado ganador el joven cantante Frans.
En 2017, Lisa volvió a participar en el Melodifestivalen con la canción "I Don't Give A", compuesta por los mismos compositores que su anterior candidatura, obteniendo un noveno puesto en la final celebrada en el Friends Arena de Estocolmo. 
Ese mismo año, lanzó su segundo EP, "Collection", un recopilatorio de sus mejores temas hasta la fecha, junto a "Killer", su última canción inédita. 
En la actualidad, participa en el Melodifestivalen 2019 con la canción "Torn".

### EP
| Título       | Datos                                                                                                 | Mejores posiciones en listas |
| Título       | Datos                                                                                                 | SUE                          |
| ------------ | --- | ---------------------------- |
| Unbelievable | - Lanzamiento: 12 de diciembre de 2014 - Discográfica: Universal Music AB - Formato: Descarga digital | 2                            |
| Collection   | - Lanzamiento: 19 de mayo de 2017 - Discográfica: Capitol - Formato: Descarga digital                 | —                            |

### Sencillos
| Año  | Título                   | Posiciones | Certificaciones | Álbum                              |
| Año  | Título                   | SUE        | Certificaciones | Álbum                              |
| ---- | ------------------------ | ---------- | --------------- | ---------------------------------- |
| 2014 | "Love Run Free"          | 55         |                 | Unbelievable                       |
| 2014 | "Unbelievable"           | 14         | - GLF: Oro      | Unbelievable                       |
| 2015 | "Blue Eyed Girl"         | —          |                 |                                    |
| 2016 | "My Heart Wants Me Dead" | 10         | - GLF: Platino  | Melodifestivalen 2016 y Collection |
| 2016 | "Give Me That"           | —          |                 | Collection                         |
| 2016 | "Love Me Wicked"         | —          |                 | Collection                         |
| 2017 | "I Don't Give A"         | 25         | - GLF: Oro      | Melodifestivalen 2017 y Collection |
| 2017 | "Number One" (con Atle)  | —          |                 | Collection                         |